# Broń rakietowa

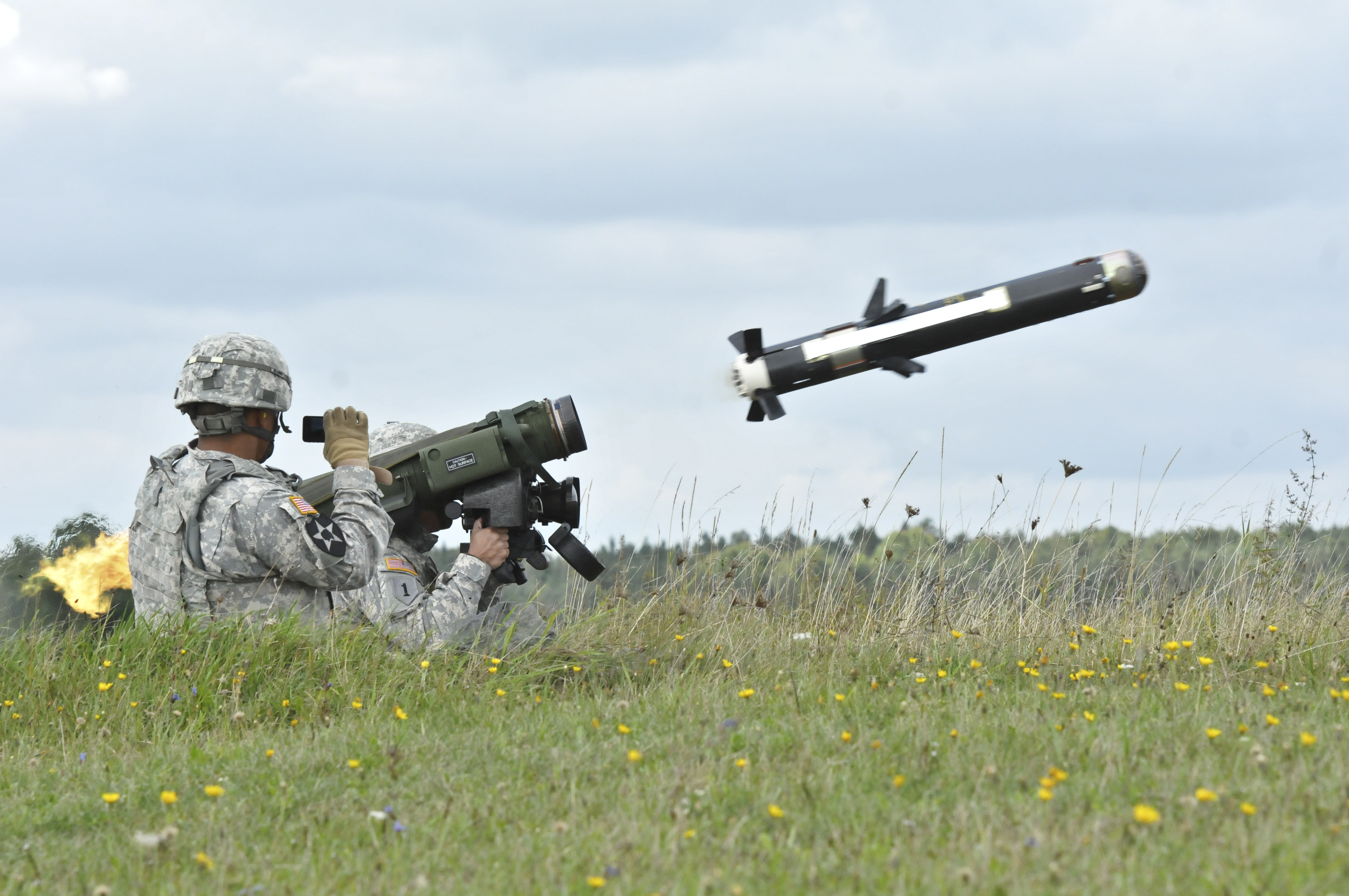
Przeciwpancerny pocisk kierowany (wystrzelenie pocisku FGM-148 Javelin)

Broń rakietowa – broń, w której do miotania pocisków zastosowano silnik rakietowy. Zalicza się do niej pociski wraz z urządzeniami startowymi i układami kierowania.
Broń rakietowa dzieli się na kierowaną i niekierowaną.
Ze względu na zasięg, rozróżnia się broń rakietową: taktyczną, operacyjno-taktyczną oraz strategiczną.
Ze względu na przeznaczenie, dzieli się ją na: broń rakietową ogólnego przeznaczenia, przeciwpancerną, przeciwlotniczą, lotniczą, morską itp.
Rodowód broni rakietowej sięga starożytności, gdy wykorzystywano proste zapalające pociski rakietowe. 
W Europie pierwsze formy broni rakietowej zostały po raz pierwszy użyte w czasie wojen napoleońskich. Były to tzw. race kongrewskie. Na froncie wschodnim II wojny światowej, Niemców dziesiątkowały katiusze.
Gwałtowny rozwój broni rakietowej nastąpił po II wojnie światowej. Rakiety stały się głównym środkiem przenoszenia ładunków jądrowych, stanowią podstawowy składnik większości współczesnych systemów uzbrojenia, w tym systemów przeciwpancernych i przeciwlotniczych.